# 阜平镇
阜平镇，是中华人民共和国河北省保定市阜平县下辖的一个乡镇级行政单位。
阜平鎮簡介
阜平鎮為河北省保定市阜平縣所轄鎮，也是阜平縣人民政府所在地。地處阜平縣中部，東鄰王林口鎮，南接城南莊鎮與北果園鎮，西與天生橋鎮、夏莊鄉相接，北與砂窩鎮、史家寨鄉毗連。全鎮東西最長距離約14公里，南北最長距離約31公里，總面積為294.4平方公里。
截至2018年底，阜平鎮戶籍總人口為58,763人。

## 行政区划

### 沿革
- 1958年9月，设东风公社（城关片）。
- 1961年7月，析出，设城关公社。
- 1984年2月，改为阜平镇。
- 1996年2月，槐树庄乡、龙门庄乡并入。

### 下辖
阜平镇下辖以下地区：
阜平社区、城厢村、第一山村、青沿村、照旺台村、土岭村、柳树底村、大元村、法华村、白河村、石湖村、三岭会村、东漕岭村、石漕沟村、高阜口村、大道村、大石坊村、小石坊村、黄岸底村、槐村庄村、转路头村、苍山村、海沿村、各达头村、牛栏村、燕头村、西沟村、龙门村、木匠口村、色岭口村和楼房村。

## 教育

### 中学
- 槐树庄中学
- 小坝中学

## 文物古迹
- 苍山石佛堂，河北省文物保护单位。